# 天主教南阿拉伯宗座代牧區
南阿拉伯宗座代牧區（拉丁語：Vicariatus Apostolicus Arabiae Meridionalis）是天主教會以南阿拉伯半島的阿拉伯聯合大公國為中心的一個宗座代牧區。

## 歷史
1888年5月4日設亞丁宗座代牧區，1889年易名為阿拉伯代牧區。1916年起由嘉布遷會會士牧養。1973年代牧區總部從也門遷至阿拉伯聯合大公國。2011年5月31日易名為南阿拉伯宗座代牧區至今。

## 現況

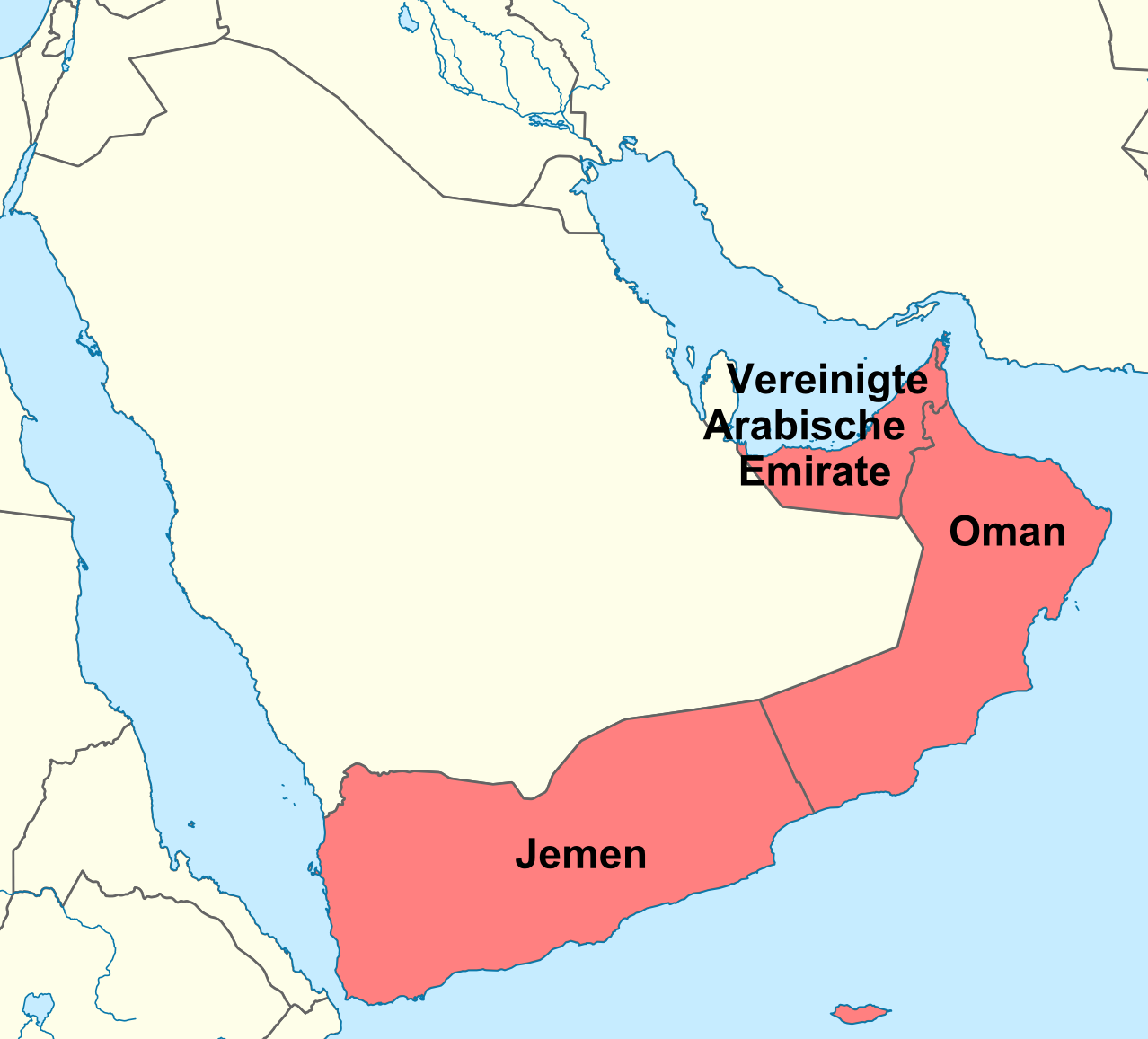
南阿拉伯宗座代牧區管轄範圍圖

代牧區範圍包括阿拉伯聯合大公國、也門和阿曼，教座位於阿拉伯聯合大公國首都阿布達比。2010年有教友2,129,000人（佔轄區人口3.4%），有六十五名司鐸、廿三個堂區。現任宗座代牧為保祿·欣德。

### 教堂
- 聖若瑟主教座堂（阿拉伯聯合大公國）
- 聖安多尼堂（阿拉伯聯合大公國）
- 聖彌額爾堂（阿拉伯聯合大公國）

- 聖保祿堂（阿拉伯聯合大公國）

## 外部連結
南阿拉伯宗座代牧區網站 （页面存档备份，存于）